# Гелетей, Валерий Викторович
Вале́рий Ви́кторович Гелете́й (укр. Валерій Вікторович Гелетей; род. 28 августа 1967, село Верхний Коропец, Мукачевский район, Закарпатская область, Украинская ССР, СССР) — украинский военачальник, министр обороны Украины (3 июля — 14 октября 2014), начальник Управления государственной охраны Украины (24 мая 2007 — 14 июля 2009; 2 марта — 3 июля 2014; 15 октября 2014 — 29 мая 2019). Генерал-полковник (2008).

## Биография
Уроженец села Верхний Коропец Мукачевского района Закарпатской области.

### Служба в армии и образование
В 1985—1987 годах проходил службу в ВС СССР, младший контролёр, войсковая часть 2142 Западного пограничного округа КГБ СССР.
В 1990 году окончил Ивано-Франковскую специализированную среднюю школу милиции. В 1994 году — Украинскую академию внутренних дел.

### Работа в МВД (1988—2006)
С марта 1988 на работе в органах МВД СССР. В 1990 году стал оперуполномоченным уголовного розыска в Мукачево. В 1994 году переведён оперуполномоченным УБОП ГУ МВД Украины в г. Киев. В 1996 году возглавил Минское районное отделение по борьбе с организованной преступностью УБОП ГУ МВД Украины в г. Киев. С февраля по июнь 1997 года начальник отдела УБОП ГУ МВД Украины в г. Киев. Затем назначен заместителем начальника УБОП ГУ МВД Украины в г. Киев, а с 1998 года — первый заместитель начальника УБОП ГУ МВД Украины в г. Киев.
В 2000 году возглавил Октябрьское районное управление ГУ МВД в г. Киев. С 2001 года начальник управления уголовного розыска ГУ МВД в г. Киев.
В 2003 году — начальник управления оперативной службы ГУ МВД в г. Киев.
В 2004 году — первый заместитель начальника департамента разведывательно-поисковой деятельности при ГУ МВД Украины в г. Киев.
В феврале — марте 2005 года — первый заместитель начальника ГУ МВД по г. Киев — начальник УБОП. 2005—2006 — начальник УБОП ГУ МВД в г. Киев.

### Начальник Госохраны (2007—2009 и 2014—2019)
16 октября 2006 — 24 мая 2007 — руководитель Главной службы по вопросам деятельности правоохранительных органов Секретариата Президента Украины.
С 25 мая 2007 стал начальником Управления государственной охраны Украины. Назначение Гелетея было произведено в один из самых напряжённых моментов политического кризиса на Украине, когда конфликт между политическими силами чуть не привёл к противостоянию силовых структур, подчинявшихся, с одной стороны, президенту, а с другой — премьер-министру Украины. Представители парламентского большинства (Партия регионов и ряд других) расценили назначение Гелетея как попытку президента реализовать силовой вариант урегулирования ситуации.
Одним из этапов этой борьбы была отставка Виктором Ющенко с должности генерального прокурора Украины Святослава Пискуна, после которой началось силовое противостояние за здание ГПУ между Госохраной и его однопартийцами из «Партии регионов» вместе с подразделениями МВД Украины «Беркут». По итогам противостояния ГПУ возбудило уголовное дело против Гелетея по статьям «умышленное нанесение телесных повреждений средней тяжести», «превышение власти или служебных полномочий, сопровождающееся насилием, применением оружия или действиями, оскорбляющими достоинство потерпевшего», «захват государственных зданий или сооружений». Однако в августе 2007 года киевский Печерский суд отменил постановление о возбуждении уголовного дела.
Будучи руководителем Госохраны Украины Гелетей прославился заявлением о подготовке покушения на семью Виктора Ющенко и ряд крупных «оранжевых» политиков: лидера гражданского движения «Народная самооборона» Юрия Луценко, премьер-министра Юлию Тимошенко и народного депутата Давида Жванию, не представив, впрочем, никаких доказательств. На базе этих материалов СБУ возбудило уголовное дело по статье 97 Криминально-процессуального кодекса Украины, по состоянию на 2009 год оно ещё находилось в фазе расследования. В дальнейшем Гелетей назвал своей ошибкой участие в публичном обсуждении своих заявлений.
В 2008 году вызывал на единоборство известного депутата «Партии Регионов» Нестора Шуфрича, поединок, впрочем, так и не состоялся — инициатор поединка признал свой вызов шуточным и инцидент закончился мировой и рукопожатиями В 2008 году Гелетею было присвоено воинское звание генерал-полковник.
14 июля 2009 года был уволен с должности президентом Виктором Ющенко, назначившим на его место генерала Александра Бирсана. По словам самого Гелетея, единственной причиной для увольнения с должности начальника государственной охраны была его близость к бывшему главе Секретариата Балоге, а само увольнение прошло с нарушениями. он опроверг информацию о том, что за время работы в СП и УГО ему несколько раз присваивали внеочередное воинское звание. После этого с 2011 по 2014 годы работал вице-президентом «Авант-Банка».
2 марта 2014 года исполняющим обязанности президента Украины, спикером Верховной рады Александром Турчиновым Валерий Гелетей был вновь назначен начальником Управления государственной охраны Украины.
15 октября 2014 года был вновь назначен начальником Управления государственной охраны Украины. 29 мая 2019 года указом Президента Украины Владимира Зеленского освобождён от должности начальника УГО.

### Министр обороны (2014)
2 июля 2014 года Президент Украины Пётр Порошенко заявил, что будет вносить в Верховную Раду на должность министра обороны кандидатуру генерал-полковника Валерия Гелетея. С 3 июля 2014 года — министр обороны Украины, за его назначение в Верховной Раде проголосовало 260 народных депутатов.
Пообещал с трибуны Верховной рады провести парад победы в «украинском Севастополе». Подписал свою «присягу» во время выступления в Раде ручкой с закрытым колпачком, так что подписи в присяге так и не оказалось.
Во время его работы в ведомстве стартовала административная реформа для повышения обороноспособности и роста боевого компонента Вооруженных сил Украины. В её рамках планировался перевод на гражданские должности не имеющих отношения к военным операциям сотрудников, создание «материнского» совета и информационного центра. Также было воссоздана специальная служба для выявления вражеской агентуры и фактов невыполнения боевых приказов.
При Гелетее начался пересмотр концепции украинской армии, в рамках которой планировался анализ работы заводов госконцерна «Укроборонпром», так как одним из приоритетов Украины должна быть продажа оружия. Для вооружённых сил министр наилучшим образцом видел модель швейцарской армии. 19 сентября было подписано соглашение с министрами обороны Литвы и Польши о создании совместного формирования «LITPOLUKRBRIG» («ЛитПолУкрБриг»), что является элементом договоренностей стран НАТО по модернизации украинской армии. Техническая документация должна была разработана в течение двух лет, по истечении которых бригада должна быть в полной оперативной готовности. От Украины в совместную бригаду должны были войти военнослужащие 80-й отдельной аэромобильной бригады Вооруженных сил Украины.
25 сентября фракция партии «Батькивщина» в верховной Раде обратилась к Петру Порошенко с призывом уволить Валерия Гелетея с должности министра обороны из-за допущенных просчётов высшего руководства во время боёв под Иловайском, неудовлетворительной организации тылового обеспечения АТО, бесхозяйственности и коррупции, а также публичной критики командиров добровольческих батальонов. В ответ министр 8 октября обратился в суд, потребовав от Юлии Тимошенко извиниться перед украинскими военнослужащими за свои заявления.
12 октября 2014 года Пётр Порошенко удовлетворил поданный Валерием Гелетеем рапорт об отставке. По мнению президента, идея о смене главы Минобороны и ряд других кадровых решений серьёзно усилят силовые структуры и укрепят обороноспособность Украины.
В отчёте украинской парламентской временной следственной комиссии по расследованию трагедии под Иловайском Гелетей был назван в числе ключевых виновников происшедшего. Глава комиссии Андрей Сенченко заявлял, что на посту министра обороны Гелетей «очевидно, неадекватным был в этой роли».

## Связи
Считалось, что Гелетею покровительствовал земляк, влиятельный украинский политик В. Балога. По крайней мере именно после ухода Балоги с должности руководителя Секретариата Президента Украины оборвалась столь стремительная карьера Гелетея, когда тот за три года он вырос в звании с полковника милиции до генерал-полковника.

## Оценки
20 сентября 2014 года Валерий Гелетей в комментарии корреспонденту телеканала «Интер» Роману Бочкале заявил о применении российскими вооруженными силами во время захвата аэропорта в Луганске мощного самоходного миномёта 2С4 «Тюльпан», в котором может использоваться ядерный боезаряд, впрочем, указав, что использование тактического ядерного оружия в Донбассе пока «на уровне предположений». Заявление вызвало критику со стороны советника министра внутренних дел Украины А. Авакова, которое по его мнению превратило украинскую армию в посмешище во всём мире.
В отчёте парламентской ВСК по расследованию трагедии под Иловайском Гелетей был охарактеризован как карьерист.
В 2009 году депутаты от Блока Юлии Тимошенко обвинили Балогу и Гелетея в незаконной передаче в аренду 762,7 гектаров земли военного аэродрома «Узин» в Киевской области.

## Уголовное преследование в России
2 октября 2014 года Следственный комитет Российской Федерации возбудил дело против Валерия Гелетея и начальника Генштаба вооруженных сил Украины Муженко в организации убийств, геноциде и запрещенных методах войны в ходе вооружённого конфликта на востоке Украины. В постановлении о возбуждении дела также фигурируют командир 25-й бригады Олег Микас и «пока неустановленные лица» из руководства 93-й бригады. Сам Гелетей не высказал обеспокоенности, отметив: «Я давно слышу угрозы от Российской Федерации — и официальные, и неофициальные». По его словам, ему и членам его семьи на номера мобильных телефонов приходили сообщения с угрозами.

## Семья
- Отец — Виктор Павлович Гелетей.
- Мать — Лариса Георгиевна Гелетей (Столярова)
- Супруга — Анжела Александровна Гелетей
- Двое сыновей: Александр Гелетей (1994) и Виктор Гелетей (2003)
- Брат Владимир Гелетей — и. о. начальника Управления Службы безопасности Украины в Закарпатской области, сват Виктора Балоги.